# Ли, Фрэнсис Лайтфут
Фрэнсис Лайтфут Ли (англ. Francis Lightfoot Lee; 14 октября 1734 — 11 января 1797) — американский аристократ и землевладелец из династии вирджинских Ли, член Палаты бюргеров колонии Вирджиния, участник протестов против Гербового Акта 1765 года и сторонник независимости колоний. 
Был делегатом Вирджинских собраний и членом Континентального конгресса, подписал Статьи Конфедерации и декларацию независимости США от имени штата Вирджиния. Считается отцом-основателем США.
По сей день ведутся споры о том, в честь кого был назван город Лисберг в Виргинии. Одни утверждают, что в честь влиятельного члена вирджинской Палаты бюргеров Томаса Ли, другие, что в честь его сына Фрэнсиса Лайтфута Ли, который внёс законопроект об основании города